# Trochilus
Genre
Trochilus est un genre d'oiseaux-mouches (la famille des Trochilidés) de la sous-famille des Trochilinae et de la tribu des Trochilini.

## Liste des espèces
D'après la classification de référence du Congrès ornithologique international (version 2.6, 2010) :
- Trochilus polytmus – Colibri à tête noire
- Trochilus scitulus – Colibri à bec noir